# Інга (Волгоградська область)
Інга (рос. Инга) — залізничний роз'їзд у Світлоярському районі Волгоградської області Російської Федерації.
Населення становить 0 осіб. Входить до складу муніципального утворення Кіровське сільське поселення.

## Історія
Населений пункт розташований у межах українського історичного та культурного регіону Жовтий Клин.
Згідно із законом від 14 травня 2005 року № 1059-ОД органом місцевого самоврядування є Кіровське сільське поселення.

## Населення
| 2010 |
| ---- |
| 0    |